# ای‌وی چلپاسه
ای‌وی چلپاسه یک ستاره است که در صورت فلکی چلپاسه قرار دارد.